# Senato del Maryland
Il Senato del Maryland è la camera alta dell’Assemblea generale del Maryland. Esso si riunisce, insieme alla Camera dei delegati, nel Campidoglio dello Stato del Maryland. 
È composta da 47 membri, ognuno dei quali eletti per un mandato quadriennale. I senatori non sono soggetti a un numero di mandati.